# Oggi le canto così, vol.1
Oggi le canto così, vol.1, pubblicato nel 1979, è un album della cantante italiana Ornella Vanoni.

## Il disco
Il disco è il primo di una serie di quattro compilation, pubblicate fino al 1982, in cui la cantante reinterpreta i suoi maggiori successi, tutti ripresi dal repertorio pubblicato dalla Ricordi e dalla Ariston le sue due precedenti case discografiche, ed il solo della serie ad essere originariamente stampato su etichetta Vanilla.
L'edizione originale presenta la copertina a busta chiusa, laminata. La busta interna ha tutti i crediti e una fotografia della cantante in sala di registrazione. La ristampa CGD/Vanilla ha la copertina non laminata e la busta interna è bianca.
I quattro lp saranno pubblicati anche in un cofanetto Vanilla OVL 2012/14/15/17. I numeri di catalogo, tranne per il primo volume, non corrispondono. I dischi, in quanto editi dalla CGD, hanno un differente criterio di catalogazione. Il volume 2 Paoli e Tenco non è l'OVL 2014, ma il CGD 20219. Probabilmente il cofanetto venne previsto fin dall'inizio e fu realizzato prima della cessazione dell'attività, come etichetta indipendente, della Vanilla.
L'amore è come un giorno viene proposta, per la prima volta, in versione da studio. Precedentemente l'unica versione pubblicata, da parte della Vanoni, era inserta nel disco dal vivo Ah! L'amore l'amore, quante cose fa fare l'amore!. Il brano venne presentato in televisione nel corso della prima puntata dello show Tilt condotto da Stefania Rotolo.
L'illustrazione in copertina, riproposta identica su tutti e quattro i volumi con alcune minime modifiche e un colore di fondo differente, è di Gianni Ronco, foto di Mauro Balletti, realizzazione grafica di Luciano Tallarini.

## Tracce
LATO A
1. Domani è un altro giorno (The wonders you perform) - 3:19 - (Giorgio Calabrese - J. Chesnut)
2. L'appuntamento (Sentado a beira do caminho) - 4:44 (Bruno Lauzi-Roberto Carlos - Erasmo Carlos)
3. Cercami - 3:16 - (E. Polito - Simoni)
4. Tristezza, per favore va' via (Tristeza) - 3:20 - (Leo Chiosso - Alberto testa - Niltinho - H.Lobo)
5. La musica è finita - 3:40 - (Franco Califano - Nisa - Umberto Bindi)

LATO B  
1. Albergo a ore (Les amants d'un jour) - 3:38 - (Herbert Pagani C. Deleuze - Marguerite Monnot - M. Serlis)
2. Innamorati a Milano- 3:36 - (Alberto Testa - Memo Remigi)
3. Un'ora sola ti vorrei - 3:32 - (U. Bertini - P. Marchetti)
4. Tu sì 'na cosa grande - 3:41 - (Roberto Gigli -Domenico Modugno)
5. L'amore è come un giorno - 3:57 - (Sergio Bardotti - Charles Aznavour)

## Formazione
- Ornella Vanoni – voce
- Gianfranco Lombardi – arrangiamenti
- Vincenzo Restuccia – batteria
- Carlo Maria Cordio – sintetizzatore
- Mario Scotti – basso
- Silvano Chimenti – chitarra
- Wolmer Beltrami – fisarmonica
- Antonello Vannucchi – pianoforte, organo Hammond
- Giovanni Civitenga – basso
- Daniele Cestana – pianoforte, Fender Rhodes
- Alex Serra – percussioni
- Anna Palomba – arpa
- Tino Fornai – violino
- Dino Piana – trombone
- Baldo Maestri – sassofono soprano, sax alto
- Fratelli Balestra – cori